# Baldassarre Castiglione (condottiero)
Baldassarre Castiglione (Castiglioni) (1414 – 14 gennaio 1478) è stato un nobile e condottiero italiano. Fu il capostipite del ramo mantovano della famiglia Castiglione.

## Biografia

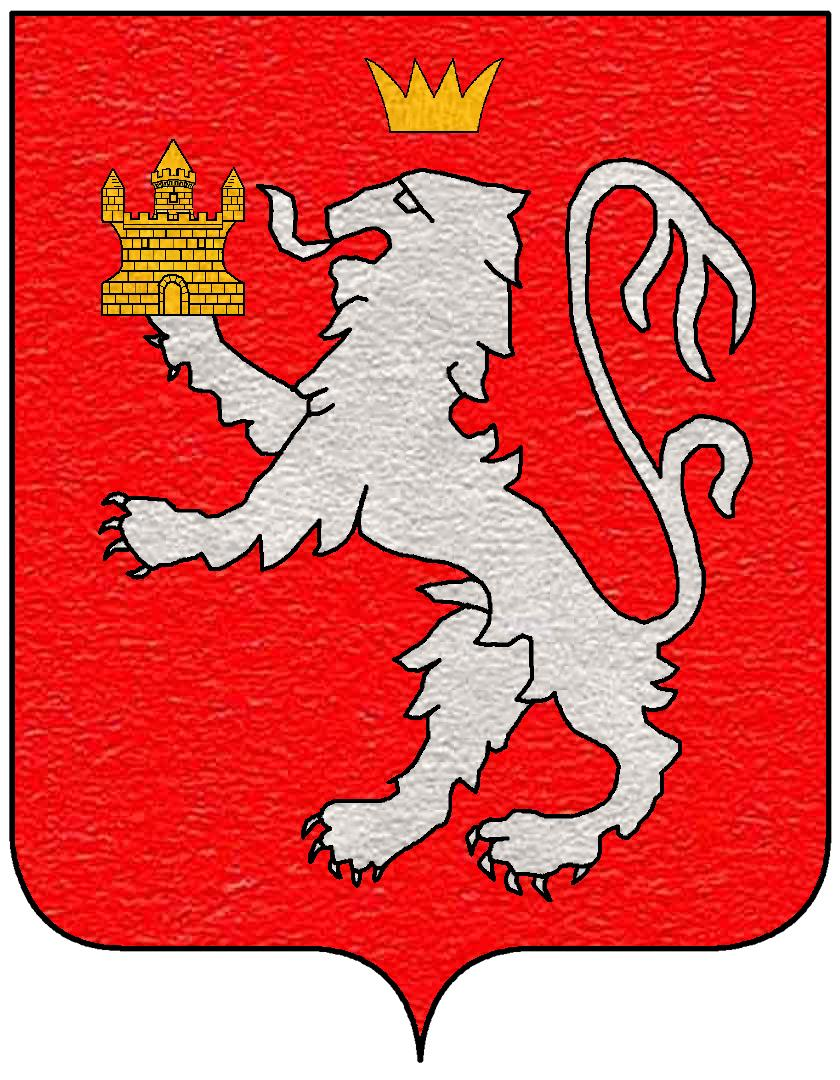
Stemma dei Castiglione

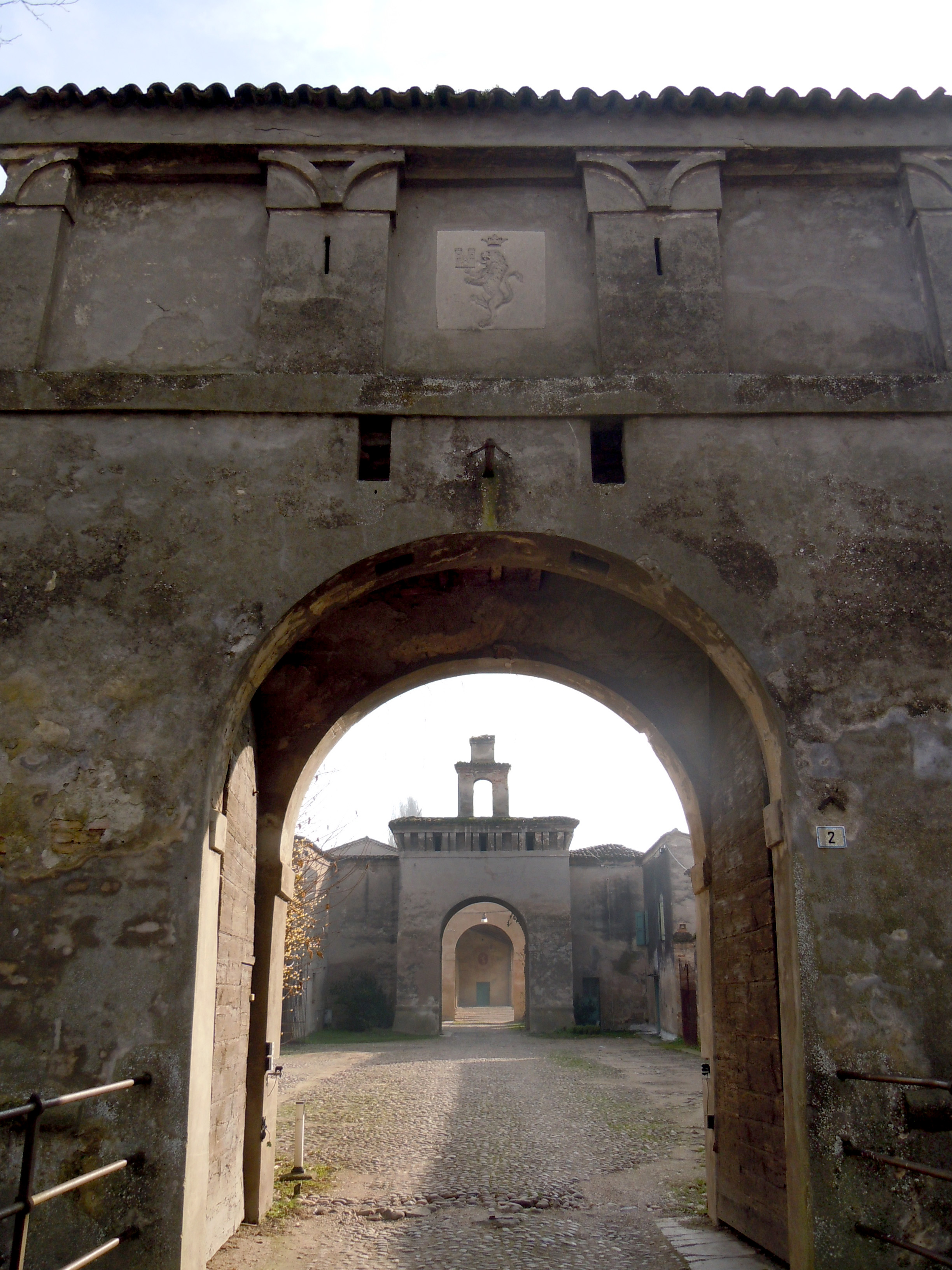
Casatico, corte Castiglioni

Era figlio del famoso giureconsulto Cristoforo Castiglione e di Antonia da Baggio.
Intraprese la carriera delle armi e fu al servizio prima dei Visconti e quindi di Niccolò Piccinino contro papa Eugenio IV. Il marchese Ludovico III Gonzaga, nel 1441, lo volle alla sua corte di Mantova. Nel 1445 ottenne la signoria di Casatico, dove iniziò la costruzione di una corte fortificata che da lui prese il nome. Prestò i suoi servizi anche per il neo duca di Milano Francesco Sforza, che nel 1450 lo nominò commissario generale dell'esercito del ducato.
È ritratto nella 'Camera Picta' del Mantegna nel Castello di San Giorgio a Mantova e nella 'Gran Sala' nella Corte Castiglioni a Casatico di Marcaria.

## Discendenza
Balsassarre sposò nel gennaio 1456 Polissena, figlia del cavalier Alessandro da Lisca, nobile di Verona, dalla quale ebbe quattro figli:
- Cristoforo (1456-1499), padre del famoso letterato Baldassarre Castiglione
- Carlo (?-6 agosto 1518[3])
- Baldassarre
- Barbara, sposò Giacomo Zurla di Crema